# Cercle répétiteur
Pour les articles homonymes, voir répétiteur.

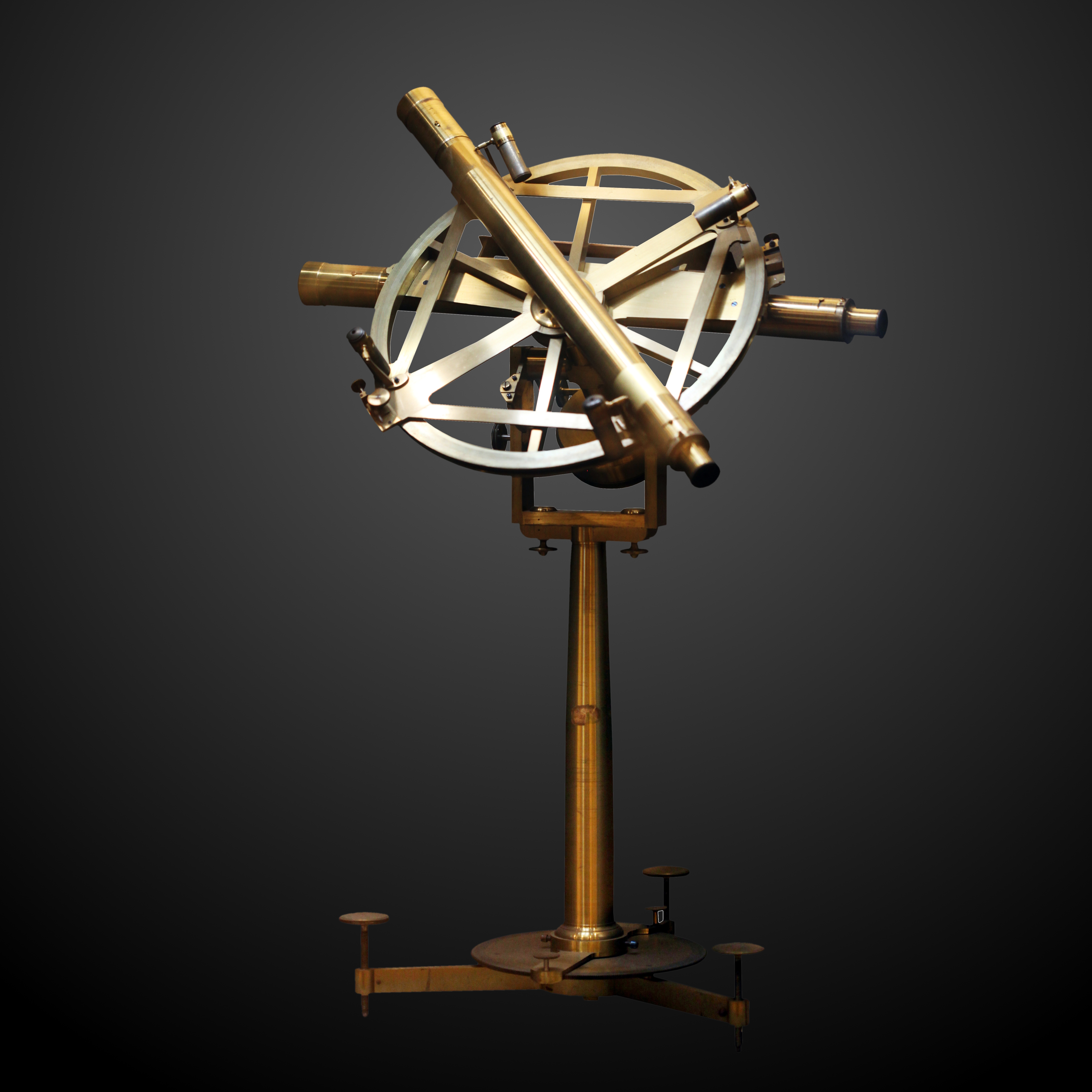
Cercle répétiteur dont la particularité est d'avoir deux lunettes, d'Étienne Lenoir, le constructeur, 1805. Exposé au Musée des arts et métiers.

Un cercle répétiteur est un ancien instrument de mesure angulaire employé en géodésie à partir de la fin du XVIIIe siècle. Il permet de mesurer des distances angulaires en répétant plusieurs fois la même observation sur le cercle sans revenir au zéro ; ainsi les erreurs de lecture et de graduation du limbe sont-elles divisées par le nombre d'observations.
L'instrument a succédé avantageusement au quart de cercle mobile plus encombrant et moins précis. Inventé par Jean-Charles de Borda et Étienne Lenoir, à partir de la particularité du cercle de réflexion, sa renommée sera acquise par son utilisation dans des campagnes de triangulation célèbres comme la détermination de la méridienne de France par Delambre et Méchain qui a conduit à la définition du mètre.
Plus tard, au cours du XIXe siècle, il sera remplacé par le cercle azimutal.

## Description
Pour l'essentiel, le cercle répétiteur est constitué :
- d'un pied pour être utilisé à hauteur d'homme ; ce pied comprend une colonne de laiton conique pivotante, munie d'un cercle azimutal et fixée sur un trépied de laiton à jambes horizontales et vis calantes ;
- d'un cercle de mesure avec son contrepoids pour utilisation en position quelconque. Son limbe supérieur est gradué[N 1] ;
- de deux lunettes à réticule qui servent aux visées simultanées sur chaque point dont on prend la distance angulaire. Les deux lunettes sont placées de part et d'autre du cercle. Elles peuvent pivoter autour de son axe et sont verrouillables en position. La lunette supérieure se trouve dans l'axe même du cercle, la lunette inférieure est déportée et porteuse d'un niveau à bulle[1].

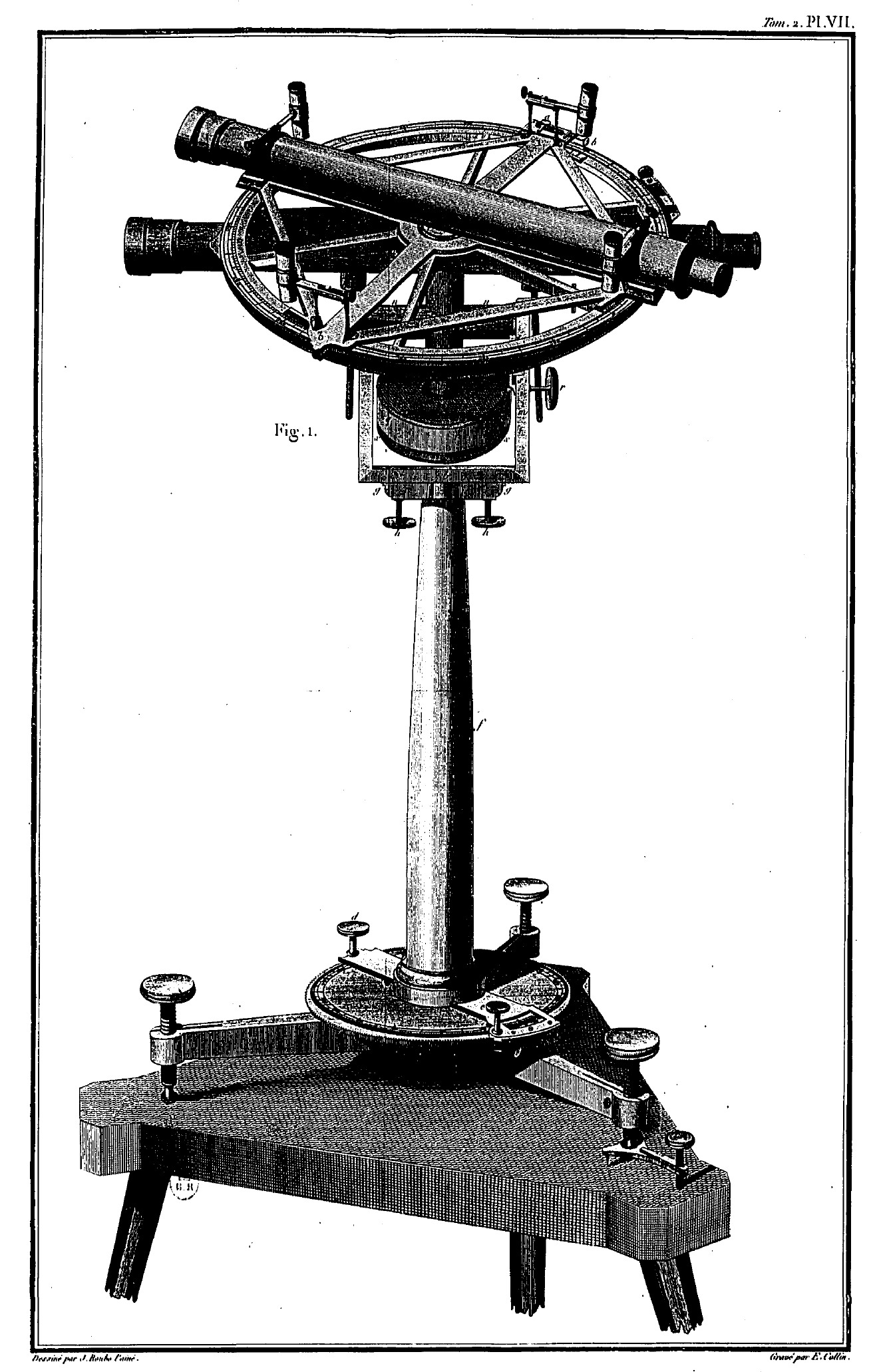
Cercle répétiteur en position pour observations azimutales.
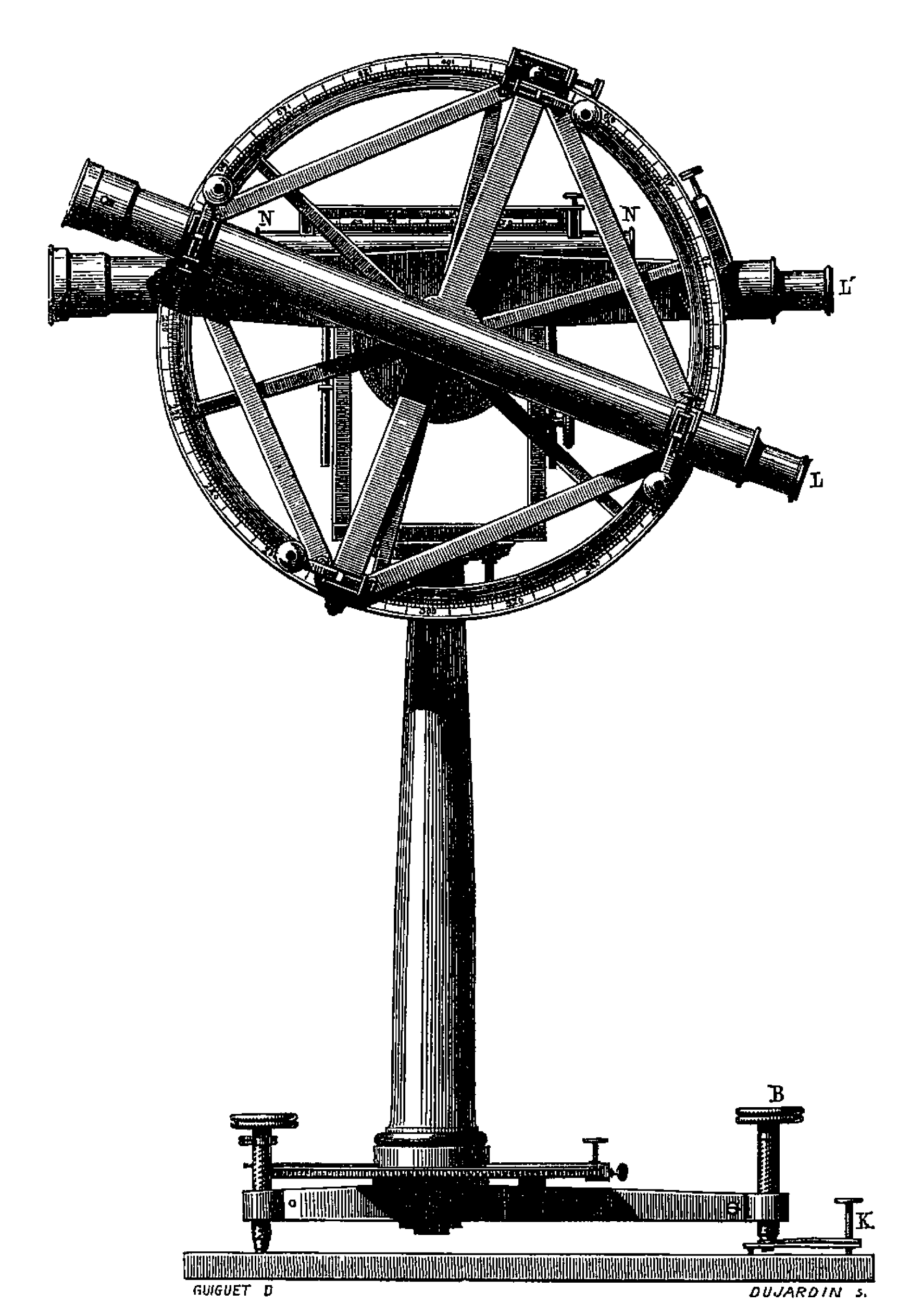
Cercle répétiteur disposé pour les observations zénithales.

## Exploitation

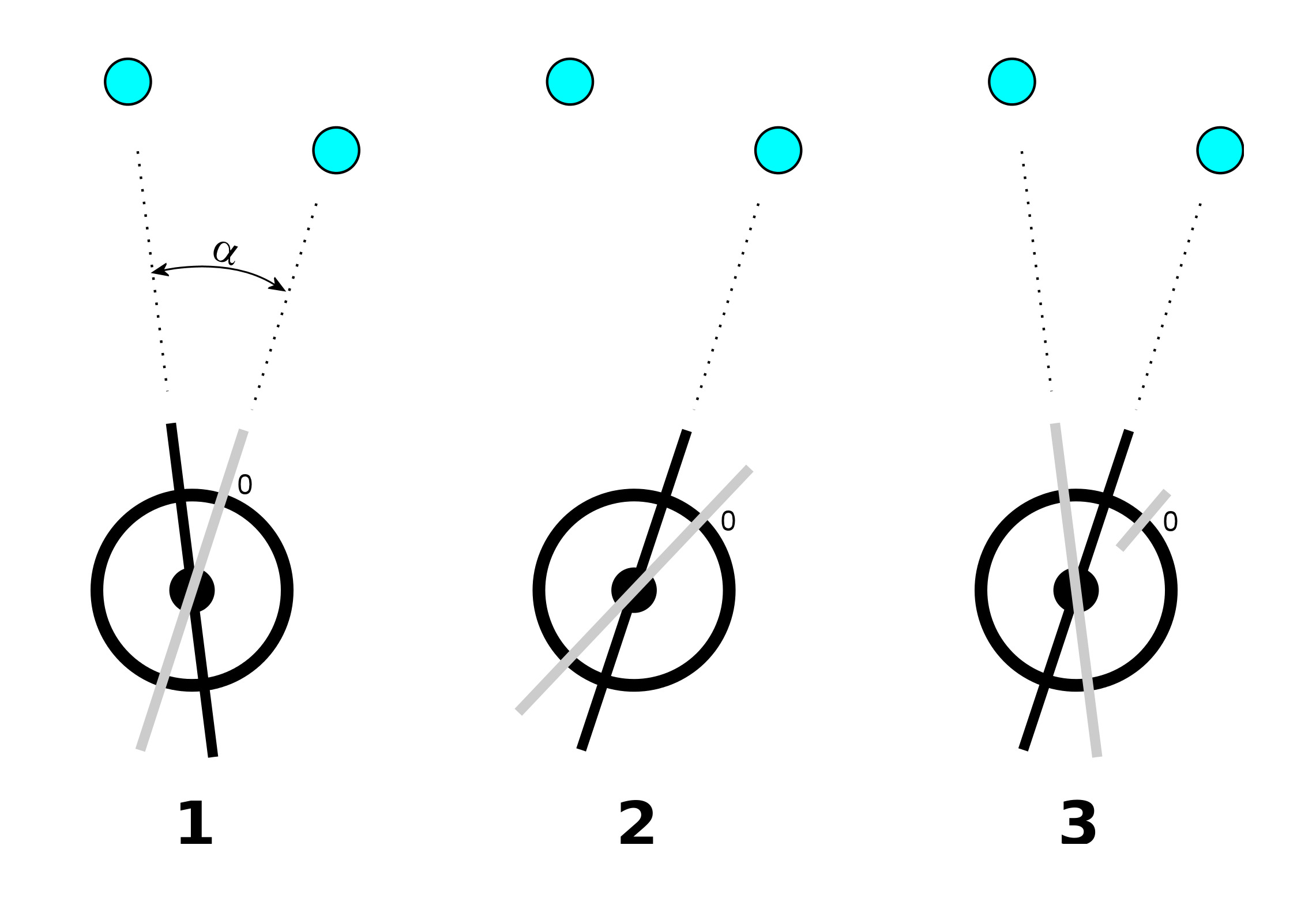
Principe d'utilisation du cercle répétiteur.

Soit à mesurer un angle α entre deux points visés.

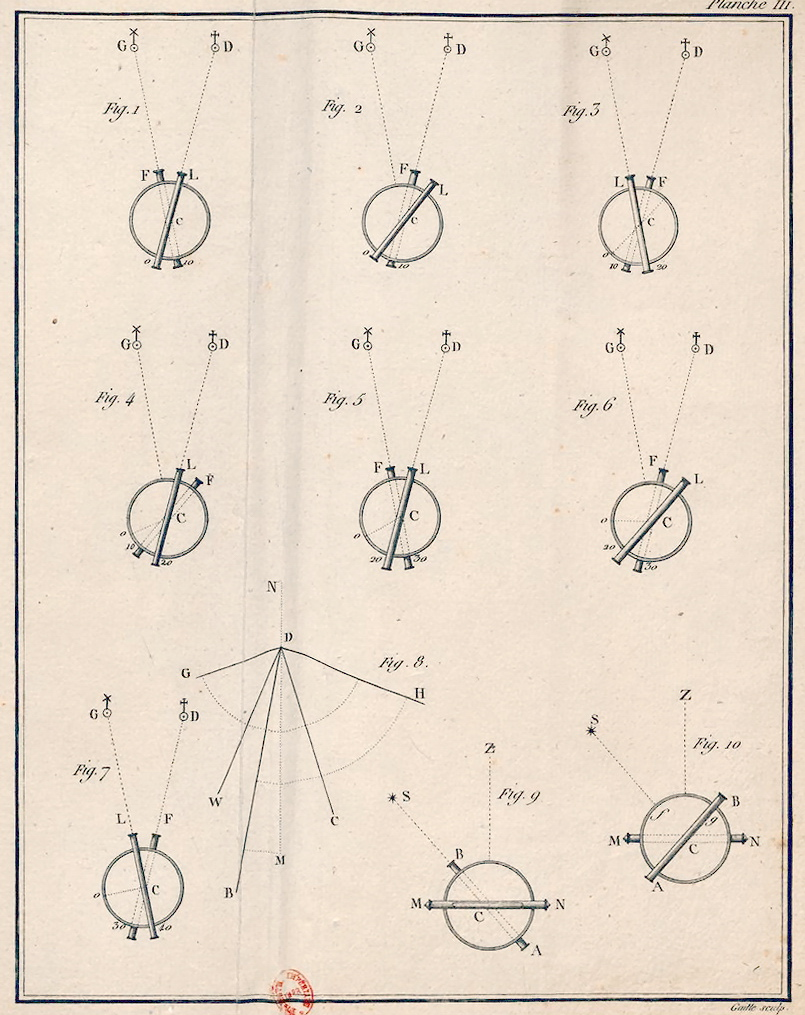
Principe d'utilisation, Cassini IV, 1789.

Aligner l'instrument pour que son plan d'utilisation passe par les 2 points visés et diriger chaque lunette sur un point (la lunette supérieure (grise) étant amenée sur la graduation 0 du limbe), puis :
1. verrouiller les deux lunettes en position sur le cercle ;
2. faire tourner l'ensemble « cercle et lunettes » pour viser le point de droite avec la lunette inférieure (noire), remarquez le déplacement du point 0 du limbe ;
3. déverrouiller la lunette supérieure grise et lui faire viser le point de gauche.

À ce stade, on peut mesurer l'angle double 2α. 

Si on répète deux fois le processus précédent on obtiendra l'angle quadruple 4α. 

La répétition des opérations peut se poursuivre, à la convenance de l'opérateur. Le résultat final du cumul des « mesures » de l'angle sera alors divisé par le nombre d'itération. Plus il y aura de répétitions, plus le résultat sera exact. Cassini IV écrit : « ce nouvel instrument est propre à donner la mesure des angles, à la précision d'une seconde. »

## Exactitude
Le cercle décrit dans l'Exposé des opérations faites en France en 1787 pour la jonction des observatoires de Paris et de Greenwich comporte un limbe gradué dans sa partie supérieure. Pour la lecture des mesures, il existe quatre verniers munis de microscopes à 90° dont la résolution est de 30", mais d'après l'auteur l'opérateur peut apprécier 8". En effectuant la mesure de six angles doubles, parfois de dix, le résultat peut être connu à la seconde de degré près.
Plus tard, lors de la mesure de la méridienne de Delambre et Méchain, en 1798, la statistique de 115 triangles donne une incertitude de ± 4" pour la fermeture d'un triangle, soit une incertitude de ± 2,3" par angle. Pour la mesure des latitudes en différentes stations, la dispersion ne dépasse guère 6".

## Histoire

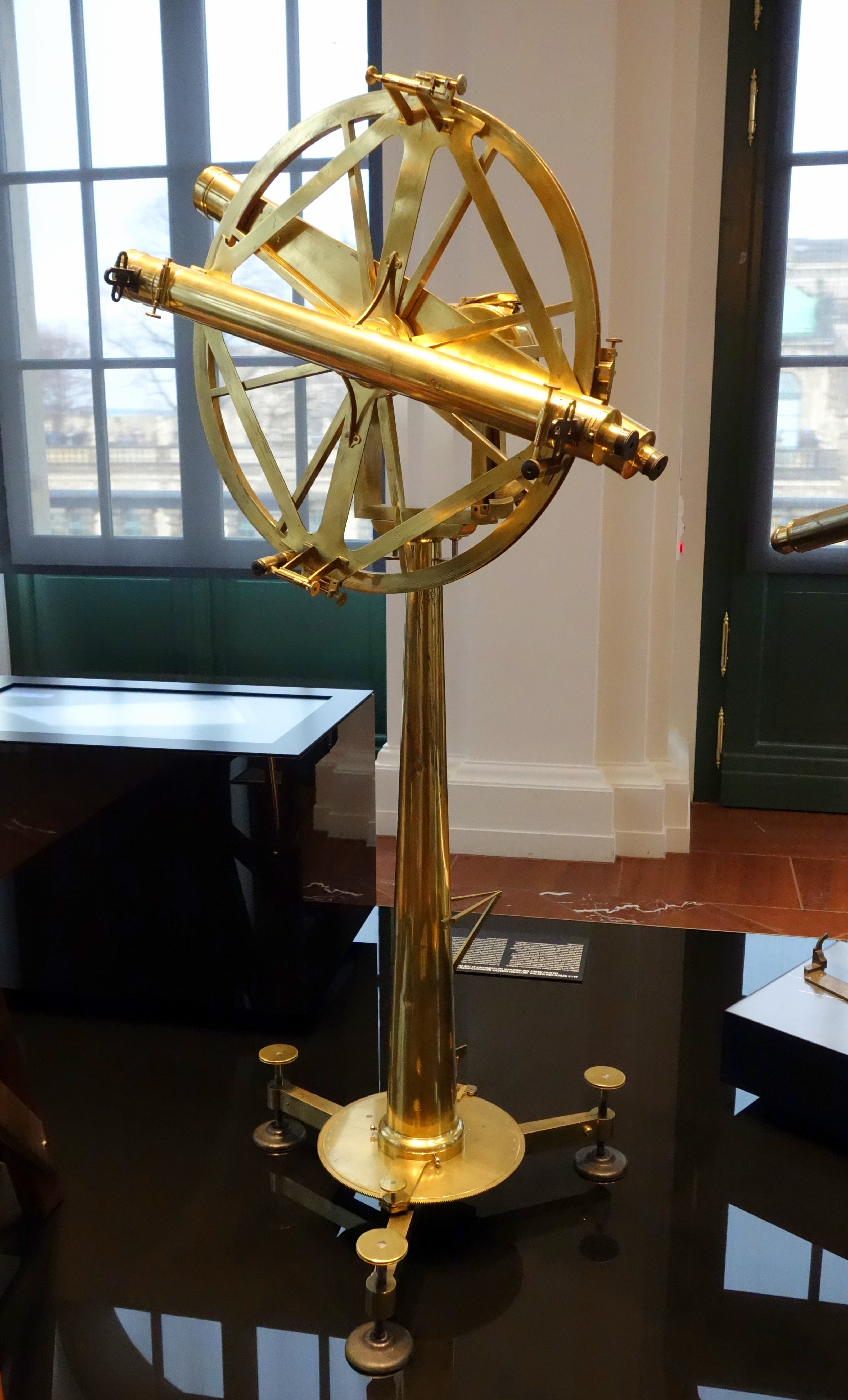
Cercle d'Étienne Lenoir, le constructeur, 1790.

En 1771, Jean-Charles de Borda utilise le cercle de réflexion créé par Tobias Mayer et le perfectionne. Son cercle sera réalisé par des Anglais puis par Étienne Lenoir à partir de 1783. Ce dernier, s'inspirant de la particularité de répétition du cercle de réflexion, a alors l'idée d'un nouveau cercle à deux lunettes pour usage géodésique. En 1784, de l'association Borda-Lenoir naîtra alors le cercle répétiteur supplantant le quart de cercle mobile qui avait été l'instrument privilégié des géodésiens depuis l'époque de Jean Picard, en 1668.
Ce nouvel instrument — qui s'appelait à l'époque « cercle astronomique » — sera alors utilisé dans les campagnes géodésiques françaises ; en voici quelques-unes :
- 1787 voit sa première utilisation officielle. Il est alors employé pour la rectification de la frontière entre la France et l'Espagne où il s'avère plus précis que les autres instruments (quarts de cercles)[8] ;
- la même année, il est employé pour la jonction géodésique de Paris à Greenwich. « Les commissaires français utilisèrent un cercle de Lenoir d'un pied de diamètre [32,5 cm] ; le cercle de l'instrument de Ramsden [un théodolite] employé par les commissaires anglais avait 3 pieds de diamètre. La précision des résultats obtenus de part et d'autre fut comparable[9]. » ;
- de 1792 à 1798 , ayant fait ses preuves, il sera choisi par la Commission des poids et mesures pour effectuer la nouvelle triangulation de la méridienne dite méridienne de France, œuvre de Delambre et Pierre Méchain. Ces travaux conduiront à la détermination de la longueur du mètre en 1799. Un des cercles utilisés dans cette campagne avait un diamètre de 42 cm, son limbe était divisé en 4 000 parties[10] ; certains cercles de cette époque avaient un diamètre de 19 pouces (513 mm) et une division en degrés ou en grades[11] ;
- à partir de 1806, Jean-Baptiste Biot et François Arago vont rattacher par triangulation les Baléares à la méridienne de Delambre et Méchain. Pour cette campagne, Jean Nicolas Fortin va apporter quelques perfectionnements au cercle répétiteur, notamment pour accroître la stabilité de l'instrument sur son pied et dans le choix des « verres » pour les lunettes achromatiques utilisées déjà par Lenoir[12].

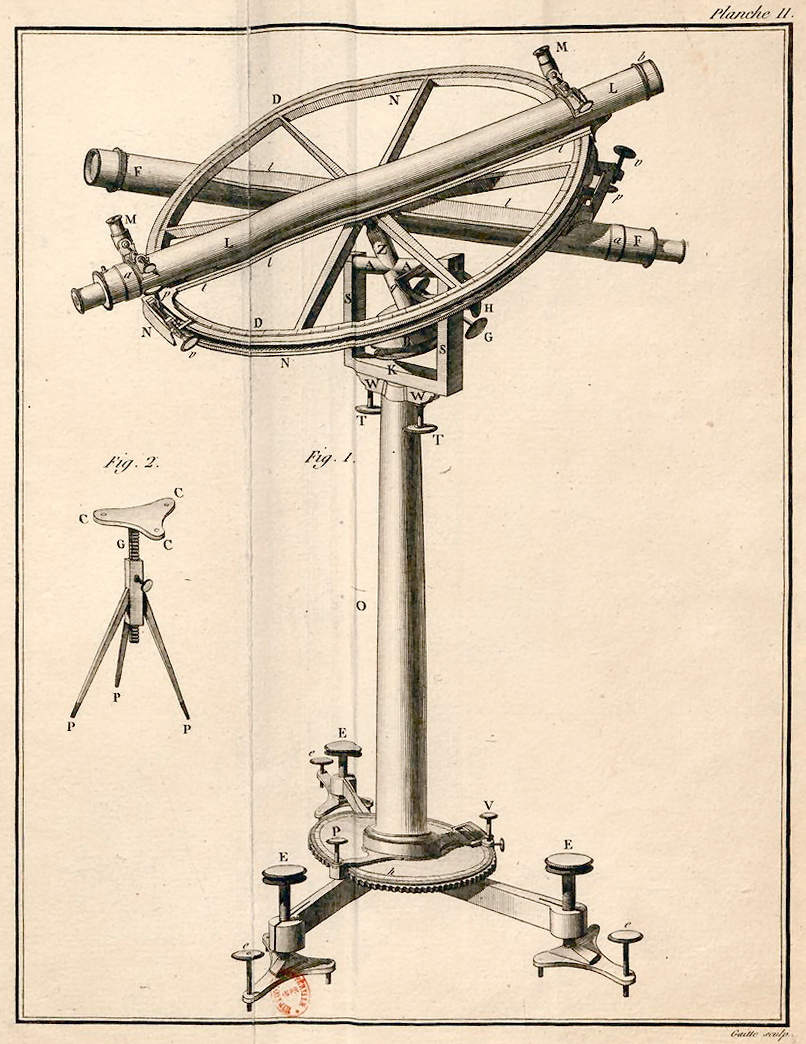
Cercle de Cassini pour la liaison Paris-Greenwich, 1788.
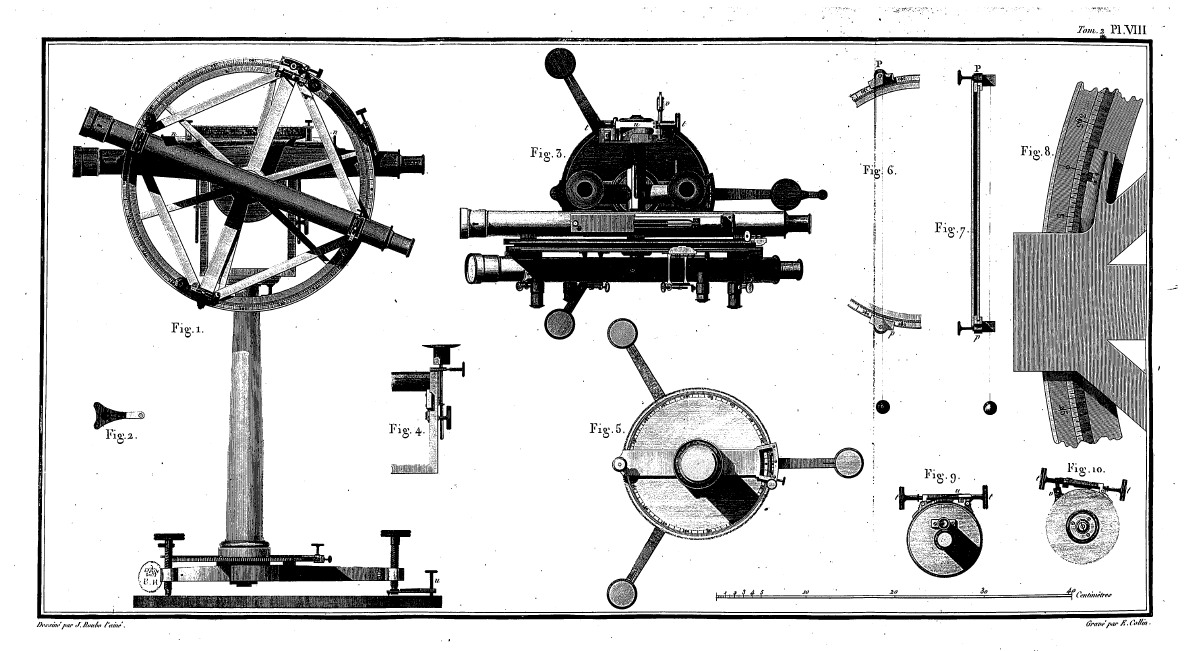
Cercle-type utilisé par Delambre et Méchain, ca. 1795.
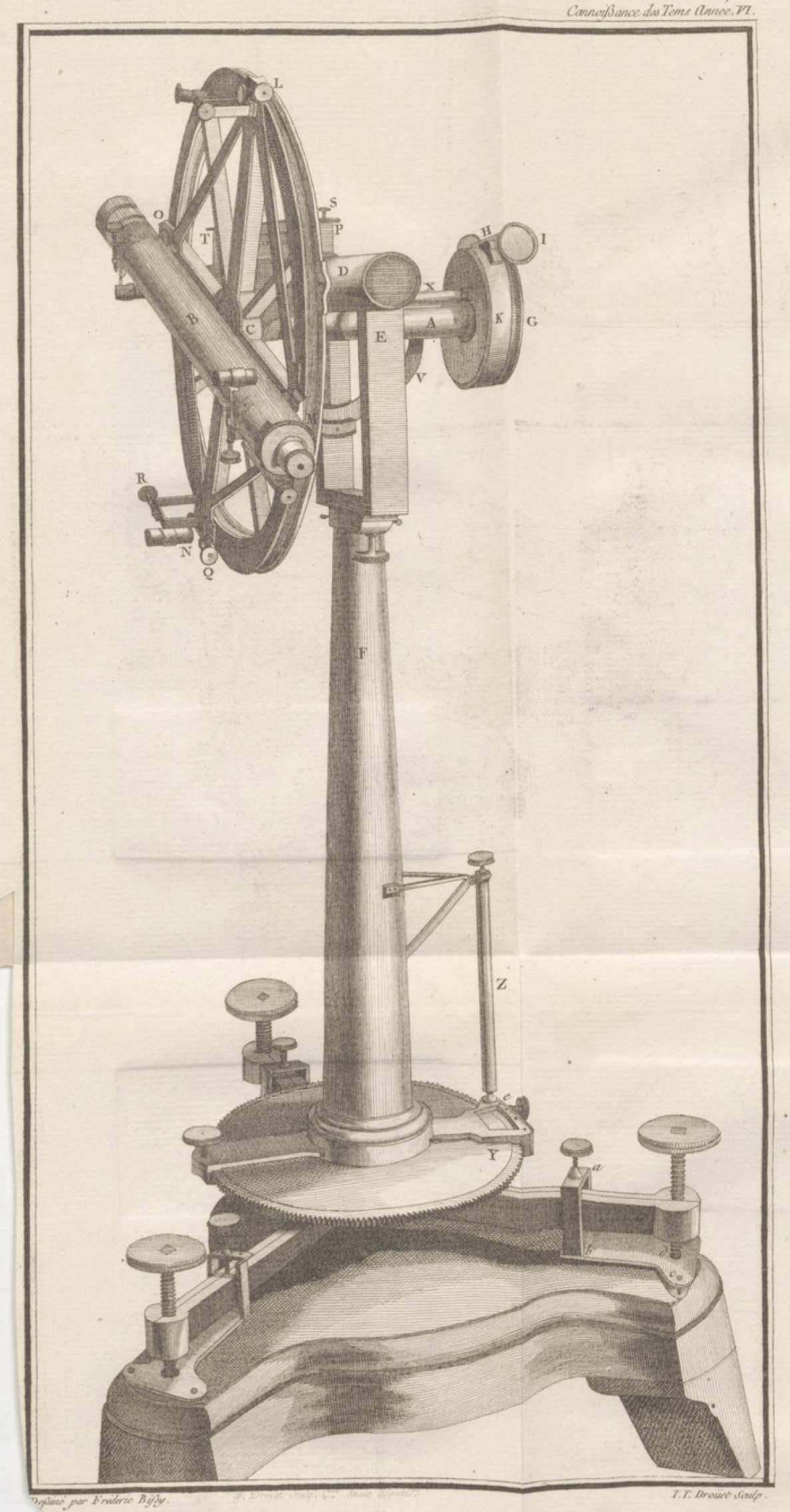
Illustr. de la Connaissance des temps, 1796.

## Devenir

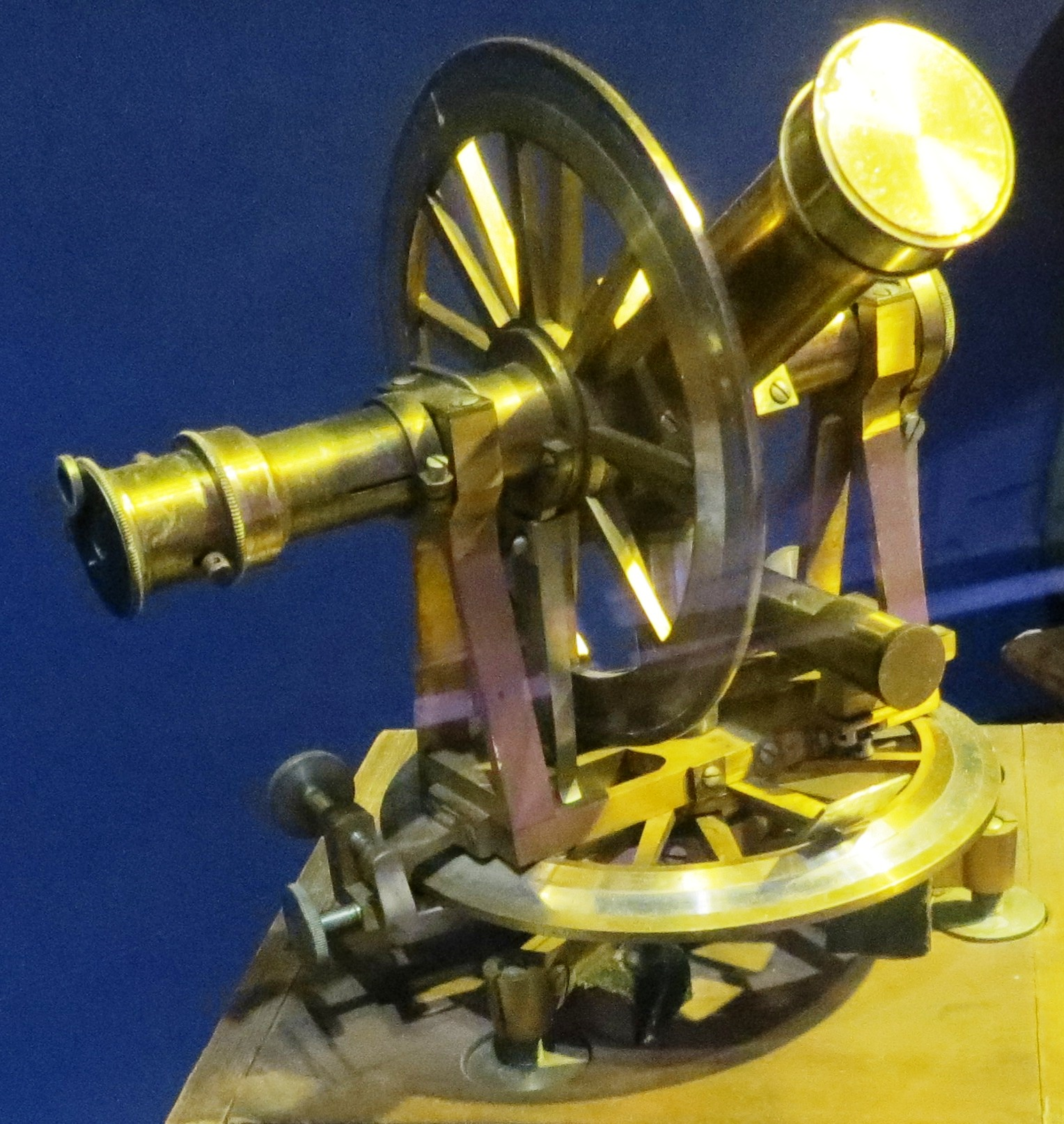
Le successeur du cercle répétiteur : le cercle azimutal.

Le cercle répétiteur sera employé jusqu'au milieu du XIXe siècle :
- en 1861, pour un nouveau rattachement entre la France et l'Angleterre, « le détachement français disposait d'un matériel d'observation en mauvais état, soit 3 cercles répétiteurs à bout de souffle et de 2 théodolites. » ;
- en 1862, ce sera la triangulation de la Corse ;
- de 1830 à 1863, des travaux géodésiques sont entrepris en Algérie. C'est au cours de cette campagne que le général-géographe François Perrier fait construire « à ses frais… un nouvel instrument le cercle azimutal[13] qui sera, jusqu'en 1945, l'instrument utilisé pour les mesures primordiales en France. »

Les cercles répétiteurs n'étaient pas sans défauts :
- la répétition n'était pas toujours adaptée : les points visés devaient rester visibles et la stabilité de l'appareil devait être assurée pendant les trente minutes ou l'heure des répétitions ;
- les jeux dans l'axe central des différents éléments étaient cause d'usure et nuisaient à la fiabilité des mesures ;
- les mesures zénithales comportaient des erreurs systématiques non négligeables ;
- les angles azimutaux devaient être ramenés au plan horizontal.

C'est en partie pour toutes ces raisons que le cercle azimutal supplantera le cercle répétiteur.

## Évocation
En 1872, Jules Verne publie un roman d'aventures, Aventures de trois Russes et de trois Anglais dans l'Afrique australe. Dans ce livre, les six savants ont pour mission de mesurer un arc de méridien. On peut y découvrir au fil des pages l'utilisation du cercle répétiteur ; Jules Verne a pris ses renseignements dans l'Astronomie populaire d'Arago.

Illustrations de Jules Verne
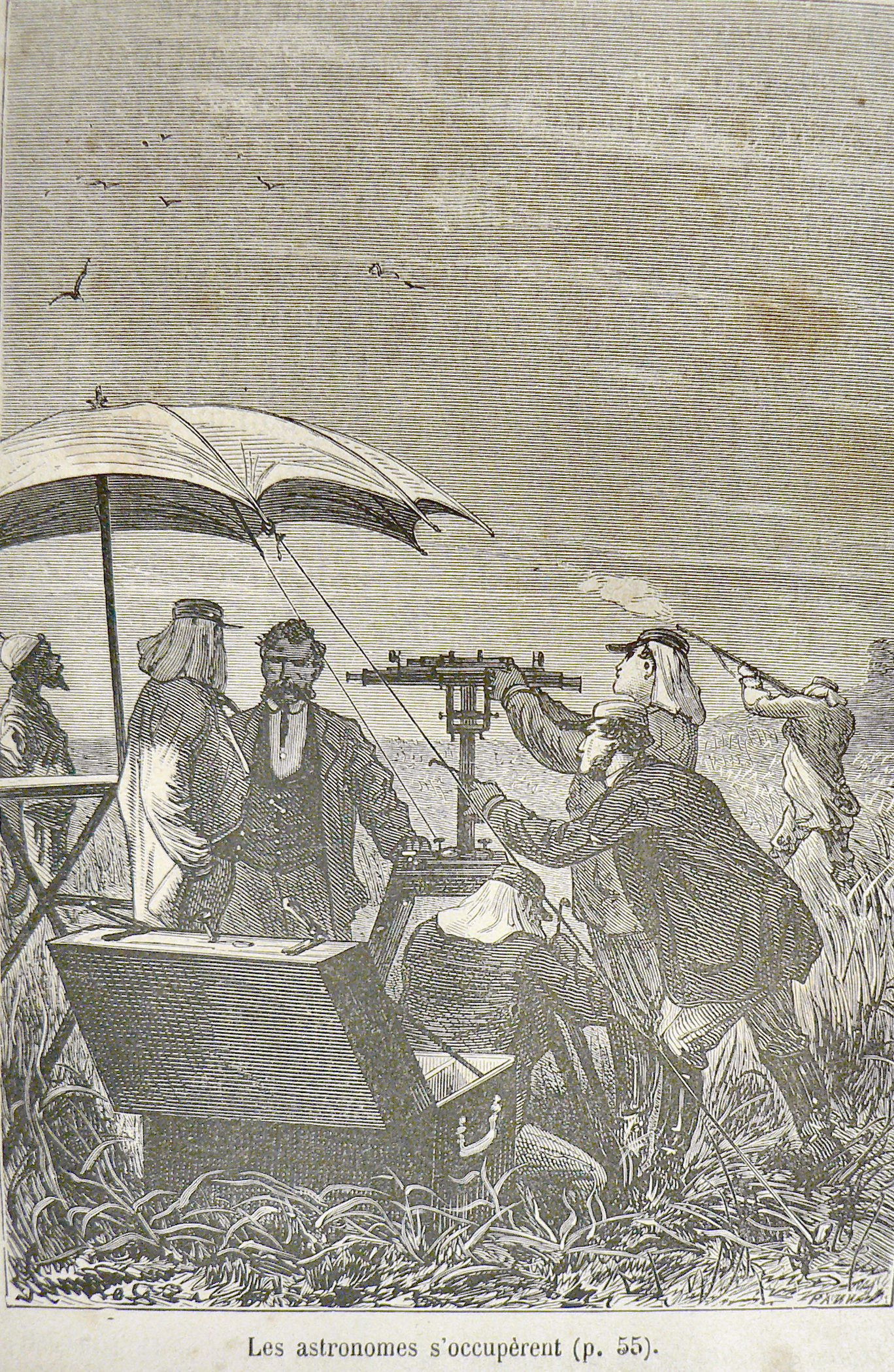
Relevé de triangulation au cercle en position azimutale.
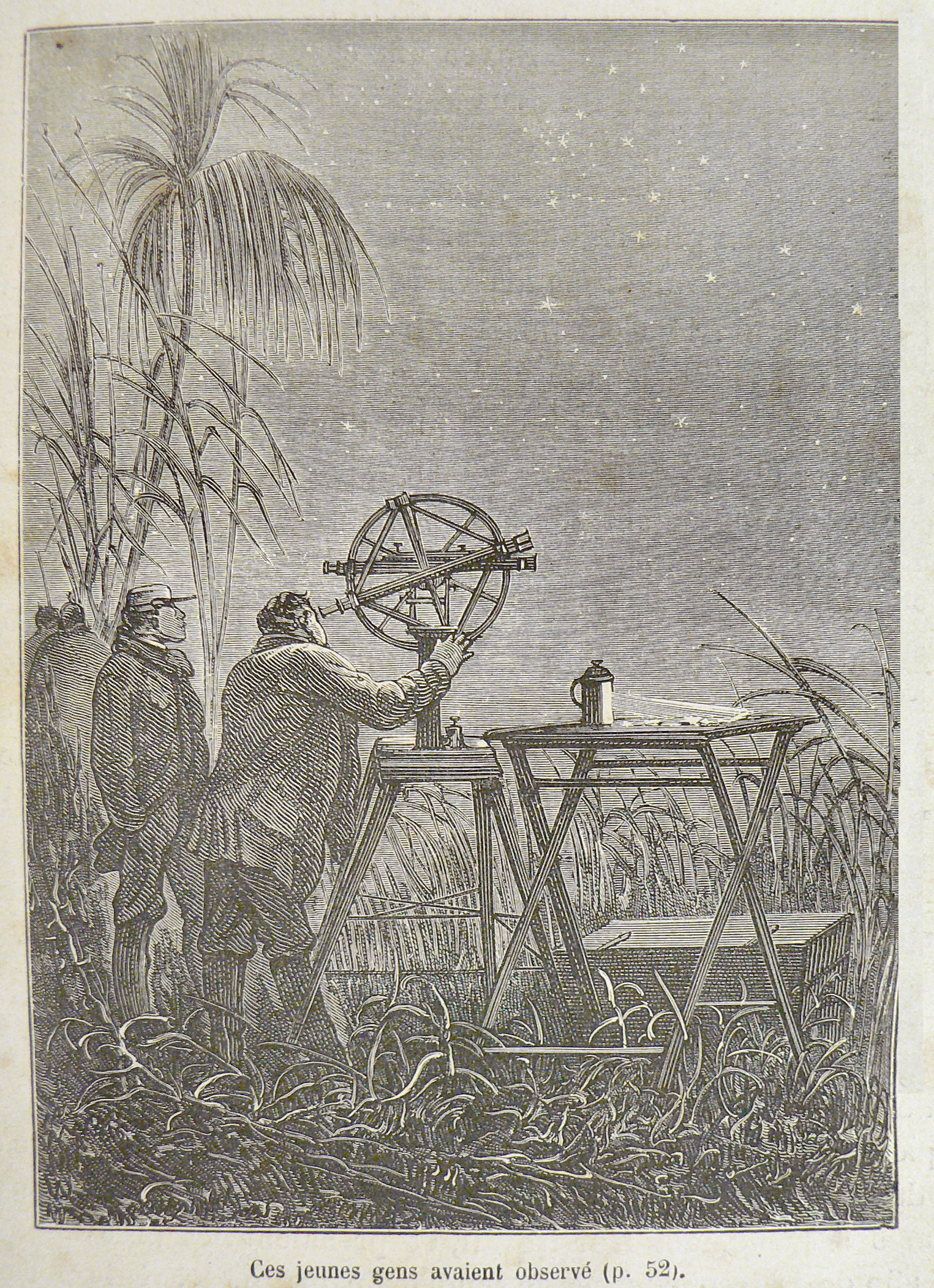
Mesure de hauteur zénithale au cercle en position verticale.

Le musée colonial de Marseille en possède un rare exemplaire.